# Force of Five
Pour plus de détails, voir Fiche technique et Distribution.
Force of Five (5 หัวใจฮีโร่, 5 huajai hero) est un film d'action thaïlandais réalisé par Krissanapong Rachata, sorti en 2009.

## Synopsis
Cinq enfants nommés Wut, Wun, Kat, Pong et Jip grandissent dans l'école d'arts martiaux de Maître Lek.
Un jour, ils combattent une bande de voyous et Wun fait une crise cardiaque. Il lui faut d'urgence une transplantation. Mais l'hôpital ayant reçu le cœur à transplanter est pris d'assaut par un groupe terroriste...

## Fiche technique
- Titre : Force of Five
- Titres alternatifs : 5 หัวใจฮีโร่ (5 huajai hero)
- Titre anglais : Power Kids[1]
- Réalisation : Krissanapong Rachata
- Production : Prachya Pinkaew[2]
- Société de distribution : Sahamongkol Film International[3]
- Pays :  Thaïlande
- Genre : action, comédie
- Durée : 77 minutes
- Date de sortie : 2009

## Distribution[4]
- Nantawooti Boonrapsap (นันทวุฒิ บุญรับทรัพย์) : Wut
- Sasisa Jindamanee (ศษิสา จินดามณี) : Kat
- Paytaaai Wongkamlao (เพทาย วงษ์คำเหลา) : Pong
- Nawarat Techarathanaprasert (Nawarat Taecharatansprasert) (นวรัตน์ เตชะรัตนประเสริฐ / เกรซ) : Jib
- Darun Tantiwichitwech (ดรันต์ ตันติวิชิตเวช) : Wun
- Pimchanok Luexisadpaibul (Leuwisetpaiboon) ( พิมพ์ชนก ลือวิเศษไพบูลย์ / ใบเฟิร์น) : Buru, Teelor Girl
- Arunya Pawilai (อรุณ ภาวิไล) : Maître Lek
- Johnny Tri Nguyen : Peda, le chef des terroristes
- Conan Stevens : garde du corps de l'ambassadeur
- เชษฐวุฒิ วัชรคุณ : Docteur Phian (หมอเพี้ยน)